# Diplectrona sanguana
Diplectrona sanguana är en nattsländeart som beskrevs av Douglas E. Kimmins 1964. Diplectrona sanguana ingår i släktet Diplectrona och familjen ryssjenattsländor. Inga underarter finns listade i Catalogue of Life.